# Adam Szal
Adam Szal (Wysoka, 24 dicembre 1953) è un arcivescovo cattolico polacco, dal 30 aprile 2016 arcivescovo metropolita di Przemyśl.

## Biografia

### Formazione e ministero sacerdotale
Dopo essere entrato nel seminario di Przemyśl dei Latini nel 1972, è stato ordinato sacerdote il 31 maggio 1979 dal vescovo Ignacy Marcin Tokarczuk. 
Dal 1983 al 1987 ha proseguito gli studi di specializzazione in storia della Chiesa presso l’università cattolica di Lublino, conseguendo il dottorato.
Nel 1987 è stato nominato docente di storia della Chiesa nel seminario maggiore arcidiocesano di Przemyśl dei Latini. 
Dal 1988 al 1994 ha ricoperto il ruolo di bibliotecario del seminario arcidiocesano e dal 1991 al 1994 quello di prefetto di disciplina del medesimo. 
È stato nominato rettore del succitato seminario arcidiocesano nel 1996 fino al 2000.
Nel 1999 è diventato canonico generale del capitolo metropolitano, e nel 2005 vi è diventato prevosto. 

### Ministero episcopale
Il 16 novembre 2000 papa Giovanni Paolo II lo ha nominato vescovo titolare di Lavello e vescovo ausiliare di Przemyśl.
Il 23 dicembre 2000 ha ricevuto la consacrazione episcopale dalle mani dell'arcivescovo Józef Michalik, co-consacranti il vescovo titolare di Giromonte Stefan Moskwa e il vescovo titolare di Pomaria Edward Eugeniusz Bialoglowski.
Il 30 aprile 2016 papa Francesco lo ha nominato arcivescovo metropolita di Przemyśl.
Si è insediato nella Cattedrale di Przemyśl il 21 maggio successivo.
Il 29 giugno 2016 dallo stesso papa Francesco ha ricevuto il pallio, che gli è stato imposto dall'arcivescovo Celestino Migliore, nunzio apostolico della Polonia il 2 luglio successivo nella cattedrale di Przemyśl.
Nell’ambito della Conferenza Episcopale Polacca è membro della commissione episcopale per le missioni, delegato per il movimento Luce-Vita e membro della commissione di sorveglianza dell’ufficio nazionale di organizzazione delle Giornate Mondiali della Gioventù.
Il 1º aprile 2020 ha raccomandato ai sacerdoti della sua arcidiocesi di donare metà del loro reddito alle parrocchie per aiutare a combattere i problemi economici causati dal COVID-19.

## Genealogia episcopale e successione apostolica
La genealogia episcopale è:
- Cardinale Scipione Rebiba
- Cardinale Giulio Antonio Santori
- Cardinale Girolamo Bernerio, O.P.
- Arcivescovo Galeazzo Sanvitale
- Cardinale Ludovico Ludovisi
- Cardinale Luigi Caetani
- Cardinale Ulderico Carpegna
- Cardinale Paluzzo Paluzzi Altieri degli Albertoni
- Papa Benedetto XIII
- Papa Benedetto XIV
- Papa Clemente XIII
- Cardinale Enrico Benedetto Stuart
- Papa Leone XII
- Cardinale Chiarissimo Falconieri Mellini
- Cardinale Camillo Di Pietro
- Cardinale Mieczysław Halka Ledóchowski
- Cardinale Jan Maurycy Paweł Puzyna de Kosielsko
- Arcivescovo Józef Bilczewski
- Arcivescovo Bolesław Twardowski
- Arcivescovo Eugeniusz Baziak
- Papa Giovanni Paolo II
- Arcivescovo Józef Michalik
- Arcivescovo Adam Szal

La successione apostolica è:
- Vescovo Krzysztof Chudzio (2020)

## Opere
- Adam Szal, Il clero della diocesi di Przemyśl negli anni 1918-1939, Przemyśl, Casa Editrice dell'Arcidiocesi di Przemyśl, 2005, ISBN 9788388522086.